# Renata Bogatek-Leszczyńska
Renata Bogatek-Leszczyńska (ur. 9 marca 1949 w Warszawie, zm. 9 maja 2020) – polska biolog, prof. dr hab.

## Życiorys
Była absolwentką Liceum Ogólnokształcącego im. Joachima Lelewela w Warszawie (1966). W 1972 ukończyła studia na Wydziale Biologii Uniwersytetu Warszawskego. W latach 1972–2000 pracowała na macierzystej uczelni, w Zakładzie Fizjologii Wzrostu i Rozwoju Roślin Instytutu Botaniki UW, następnie w Instytucie Biologii Eksperymentalnej Roślin na Wydziale Biologii Uniwersytetu Warszawskiego. Tam w 1986 obroniła pracę doktorską 'Udział procesów oddechowych w ustępowaniu spoczynku nasion jabłoni napisaną pod kierunkiem Stanisława Lewaka. 
Od 2000 pracowała w Katedrze Fizjologii Roślin na Wydziale Rolnictwa i Biologii Szkoły Głównej Gospodarstwa Wiejskiego w Warszawie (kierowała nią w latach 2003-2005). 26 października 2006 habilitowała się na Uniwersytecie Warmińsko-Mazurski w Olsztynie na podstawie pracy zatytułowanej Regulacyjna rola cyjanowodoru w przełamywaniu głębokiego spoczynku nasion jabłoni. 1 sierpnia 2011 uzyskała tytuł profesora nauk biologicznych. 

## Odznaczenia i wyróżnienia
- Nagrody JM Rektora SGGW[3]
- Medal Komisji Edukacji Narodowej (2015)[2][3]
- Złoty Medal za Długoletnią Służbę[3]